# Jimmy McShane
James Harry "Jimmy" McShane (Derry, 1957. május 23. – Derry, 1995. március 29.) északír énekes, az olasz Baltimora együttes tagja.

## Élete
McShane Észak-Írországban, Derryban született. Fiatalon megtanult gitáron és basszusgitáron játszani. Az 1970-es évek végén Londonba költözött, ahol táncolni, előadni és énekelni tanult.
Színpadi táncosként és a háttérzenészként McShane Dee D. Jackson zenekarában dolgozott. Mikor zenekar Olaszországban volt 1984-ben, McShane beleszeretett az országba. Még az olasz nyelvet is elsajátította. McShane Olaszországban megismerkedett Maurizio Bassi zenésszel és billentyűssel, akivel megalapították a Baltimora nevű együttest, aminek a legsikeresebb száma, az 1985-ös Tarzan Boy lett. A "Survivor in Love" című album sikertelensége után a Baltimora 1988-ban feloszlott.
A Tarzan Boy annyira felkapott szám lett, hogy több filmben (Beverly Hills-i nindzsa, Hogyan rohanj a veszTEDbe), reklámban (Listerine) is elhangzott.

## Halála
McShane homoszexuális volt. 1994-ben Milánóban AIDS-et diagnosztizáltak nála. Néhány hónappal később visszatért Észak-Írországba, ahol utolsó évét töltötte, és 1995. március 29-én 37 éves korában meghalt szülővárosában, Derryben. Derryben egy emléktáblát helyeztek McShane és apja sírjára, aki három évvel korábban halt meg.

## Fordítás
- Ez a szócikk részben vagy egészben  a   Jimmy McShane című angol Wikipédia-szócikk fordításán alapul.  Az eredeti cikk szerkesztőit annak laptörténete sorolja fel. Ez a jelzés csupán a megfogalmazás eredetét és a szerzői jogokat jelzi, nem szolgál a cikkben szereplő információk forrásmegjelöléseként.